# Euthria amorimi
Euthria amorimi là một loài ốc biển, là động vật thân mềm chân bụng sống ở biển trong họ Buccinidae.